# Virginie Klès
Virginie Klès est une femme politique  et haute fonctionnaire française, née le 18 août 1961 à Soissons.
Sénatrice socialiste d’Ille-et-Vilaine de 2008 à 2014, réintégrée dans l'administration sur sa demande en septembre 2014, elle a été nommée le 2 janvier 2015 sous-préfète d'Avesnes-sur-Helpe. Secrétaire générale de la préfecture de Guadeloupe à compter du 16 août 2017, puis conseillère pour les outremers au cabinet du premier ministre Jean Castex du 7 août 2020 au 15 décembre 2021, elle a été affectée à cette date à l'inspection générale de l'Administration pour y exercer les missions d'inspectrice générale.

## Biographie
Ancienne élève de l'École nationale supérieure vétérinaire de Nantes, docteur vétérinaire,Virginie Klès est également titulaire d'un doctorat en virologie de la faculté de médecine de Brest, d'un DESS de toxicologie et d'un CES de statistiques appliquées aux sciences physiques. Elle est  d'autre part ancienne auditrice de l'IHEDN.
Après une carrière scientifique d'une douzaine d'années consacrée à l'enseignement supérieur et à la recherche en virologie puis en toxicologie dans les laboratoires de l'AFSSA, elle est élue maire de Châteaubourg (Ille-et-Vilaine) à la suite des élections municipales de 2001 dans une triangulaire l’opposant au maire sortant et à un candidat socialiste. Réélue en 2008 (liste unique) elle devient vice-présidente de la Communauté d'agglomération de Vitré Communauté.
Bien que n'étant pas membre du Parti socialiste, elle est investie le 29 mai 2008 pour figurer en deuxième place sur la liste socialiste menée par Edmond Hervé pour les élections sénatoriales de septembre. Le 21 septembre 2008, elle est élue sénatrice. Elle est élue secrétaire de la commission des lois en septembre 2011. Virginie Klès a pris sa carte au PS en 2013 mais n'a pas renouvelé son adhésion.
Elle est battue au second tour des élections municipales de 2014 dans une triangulaire, et cède sa place à Teddy Regnier (UDI), après deux mandats passés à la tête de sa commune. Devenue conseillère municipale, elle démissionne en septembre 2014 de cette fonction, et annonce ne pas se représenter aux élections sénatoriales du 28 septembre 2014.
Le 2 janvier 2015, elle est nommée sous-préfète de l'arrondissement d'Avesnes-sur-Helpe (Nord) puis le 16 août 2017 secrétaire générale de la préfecture de Guadeloupe, exerçant les fonctions de sous-préfète de l'arrondissement de Basse-Terre. Promue inspectrice générale de la santé publique vétérinaire a compter du 1er juillet 2020 elle est nommée conseillère pour l'outre-mer au cabinet du 1er ministre le 7 aout 2020. Elle quitte ses fonctions le 15 décembre 2021 pour gagner l'inspection générale de l'Administration en tant qu'inspectrice générale.

## Décorations[10]
- Chevalier de la Légion d'honneur
- Chevalier de l'ordre national du Mérite

## Mandats électoraux
Sénateur
- 1er octobre 2008 - 30 septembre 2014 : sénatrice d’Ille-et-Vilaine

Conseiller municipal / Maire
- 18 mars 2001 - 15 mars 2008 : maire de Châteaubourg (Ille-et-Vilaine)
- 16 mars 2008 - 4 avril 2014 : maire de Châteaubourg (Ille-et-Vilaine)
- 4 avril 2014 - 10 septembre 2014 : conseillère municipale de Châteaubourg (Ille-et-Vilaine)